# Sables d'or
Sables d'or (en bulgare : Златни пясъци, translittération internationale : Zlatni pjasăci) est une station balnéaire de Bulgarie, située au bord de la mer Noire à 17 km au nord de Varna. Elle est également connue sous son nom allemand (Goldstrand) ou anglais (Golden Sands). Le centre-ville est situé dans un parc naturel sur 1 320,7 ha, déclaré territoire protégé depuis 1943.
Toute la zone est piétonne. Une vieille forêt avec des espèces rares d’arbres et de plantes s'étend des collines jusqu'à la mer avec le sable fin doré de la plage longue de 4 km, riche en sources d'eau thermale minérale. 
Sur le territoire du parc se trouvent la grotte d’Aladja Manastir, un ancien monastère hésychaste bulgare, la grotte des catacombes, vestiges d’une basilique et d’une forteresse datée du IVe – VIIe siècle, ainsi que d'autres vestiges de villages slaves du VIIe siècle.
Avec plus de 70 hôtels et 30 000 lits, la station est une destination européenne privilégiée, de plus en plus choisie par les touristes étrangers.
Les chaleurs d'été commencent en mai et souvent se transforment en « été indien » jusqu'en octobre, alors que la température de la mer au coucher du soleil reste entre 24 et 25 °C pendant cette période.

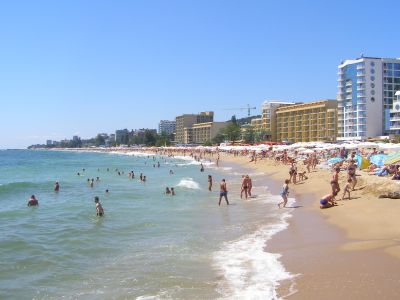
Sables d'or.
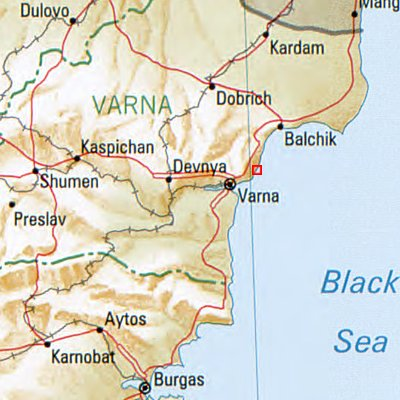
Situation au nord de Varna.